# Leptopterus chabert
Vanga-chabert ou vanga-de-óculos (Leptopterus chabert) é uma espécie de ave da família Vangidae. É a única espécie do género Leptopterus.
É endémica de Madagáscar.
Os seus habitats naturais são: florestas secas tropicais ou subtropicais, florestas subtropicais ou tropicais húmidas de baixa altitude e regiões subtropicais ou tropicais húmidas de alta altitude.